# Rachel Workman MacRobert
Rachel Workman MacRobert (Worcester, 23 de marzo de 1884 – Tarland, 1 de septiembre de 1954) fue geóloga, feminista y ganadera americana. En 1919, entró a formar parte de la Sociedad Geológica de Londres, siendo una de las ocho primeras mujeres en ser admitida como miembros de pleno derecho. Sus estudios científicos incluyeron petrología, geomorgología y mineralogía y su primer trabajo académico se publicó en 1911. Tras la muerte de su marido se convirtió en directora de la British India Corporation.
En 1943 creó el MacRobert Trust, una organización benéfica que sigue apoyando a la RAF entre otras instituciones. Creó el Premio MacRobert de ingeniería, que concede la Real Academia de Ingeniería del Reino Unido.

## Trayectoria
Nacida el 23 de marzo de 1884 en Worcester, Massachusetts, fue la hija mayor de Fanny Bullock Workman y William Hunter Workman, una pareja adinerada y culta de Nueva Inglaterra. En 1989, la familia se trasladó a Dresde por motivos de salud del padre. Tras la mejora de su estado, sus padres retomaron sus actividades viajeras, dejando a sus hijos al cuidado de institutrices. Poco después de la muerte de su hermano en 1893, fue enviada al Reino Unido para estudiar en el Cheltenham Ladies' College. Posteriormente asistió al Royal Holloway College, una institución fundada para proporcionar educación universitaria a mujeres. En 1911, se graduó con honores de segunda clase en Geología, tras haber realizado estudios especializados en geología en la Universidad de Edimburgo.
Durante un viaje de regreso a Inglaterra desde la India en 1909, conoció a Alexander MacRobert, empresario escocés y viudo, treinta años mayor que ella. Había hecho fortuna construyendo fábricas de lana en Cawnpore (actual Kanpur), India. MacRobert fue nombrado caballero en 1910, cuando la pareja ya mantenía una relación consolidada. Ella se negó a asistir a la ceremonia de investidura en el Palacio de Buckingham, alegando que no se inclinaría ante nadie.
Workman y MacRobert contrajeron matrimonio el 7 de julio de 1911 en una casa de reuniones cuáqueras en York sin la presencia de los padres de Workman. Su vida personal no interrumpió su carrera académica: estudió en el Imperial College de Londres, donde realizó investigaciones en petrología y mineralogía publicando su primer artículo científico en 1911, titulado Calcite as a Primary Constituent of Igneous Rock. Posteriormente, amplió su formación en el Christiania Mineralogisk Institutet (Noruega), donde cursó un programa de investigación de posgrado y realizó investigaciones geológicas en Escocia, Suecia e India, incluyendo estudios en los yacimientos de oro de Kolar. Alternaba su vida entre sus estudios, sus viajes por Europa y la gestión de la finca familiar en Tarland, Aberdeenshire. Pese a las largas estancias de su esposo en la India, y que se quedó sola al cuidado de sus tres hijos, continuó con sus investigaciones científicas, publicando un estudio petrográfico sobre Eildon Hills, en la frontera escocesa, en 1914. La salud de sus hijos era frágil, lo que la motivó a establecer un rebaño de vacas lecheras frisonas en Douneside para garantizar el acceso a leche de alta calidad.
Participó activamente en el movimiento sufragista británico, al igual que su madre. Colaboró con el National Union of Women Workers - actual National Council of Women of Great Britain -, organizando encuentros y almuerzos para coordinadoras del movimiento. En 1913, cuando las sufragistas se vieron envueltas en violentas protestas en Aberdeen contra las condiciones sociales impuestas a las mujeres, justificó ciertas acciones radicales, como el uso de explosivos al considerar que las jóvenes carecían de una vida digna bajo el sistema vigente y que la permisividad hacia la injusticia lo permitía.
Tras la muerte de Sir Alexander en 1922, a causa de un ataque cardíaco poco después de su regreso a Escocia, quedó viuda con tres hijos de cinco, siete y diez años. A pesar de las dificultades legales en la liquidación del testamento —agravadas por disturbios en la India y conflictos con la Hacienda británica—, los activos británicos netos de la herencia ascendieron a £264.000 (equivalentes a más de £13,7 millones en 2016). Tras el fallecimiento de su esposo, asumió la dirección de la British India Corporation, cargo que mantuvo hasta 1937, cuando su hijo mayor, Alasdair, fue nombrado presidente.
Durante su carrera académica, se interesó especialmente en la geomorfología glaciar y la petrología. Participó activamente en la comunidad de investigación geológica, asistiendo al Congreso Geológico Internacional en Estocolmo (1910) y Toronto (1913). En 1913, durante la Asamblea General Anual de la Royal Geological Society, se intentó sin éxito su expulsión. Frente a la objeción de no ser miembro formal - objeción vinculada a su condición de mujer en un entorno masculino-, defendió su derecho a participar, señalando que la exclusión era responsabilidad de la institución. Su postura reflejó un compromiso con su labor y la igualdad de género en el ámbito científico. Como geóloga, fue colega y amiga de otras geólogas como Catherine Raisin y Maria Ogilvie Gordon, con quienes también colaboró. En 1919, desempeñó un papel clave en la integración formal de las mujeres como miembros de pleno derecho en la Sociedad Geológica de Londres, siendo una de las ocho primeras mujeres en ser admitida. En 1938 fue nombrada miembro vitalicio de la Royal Society of Arts.
Rachel Workman MacRobert falleció el 1 de septiembre de 1954 en Aberdeenshire, Escocia.

## Conmemoración y legado

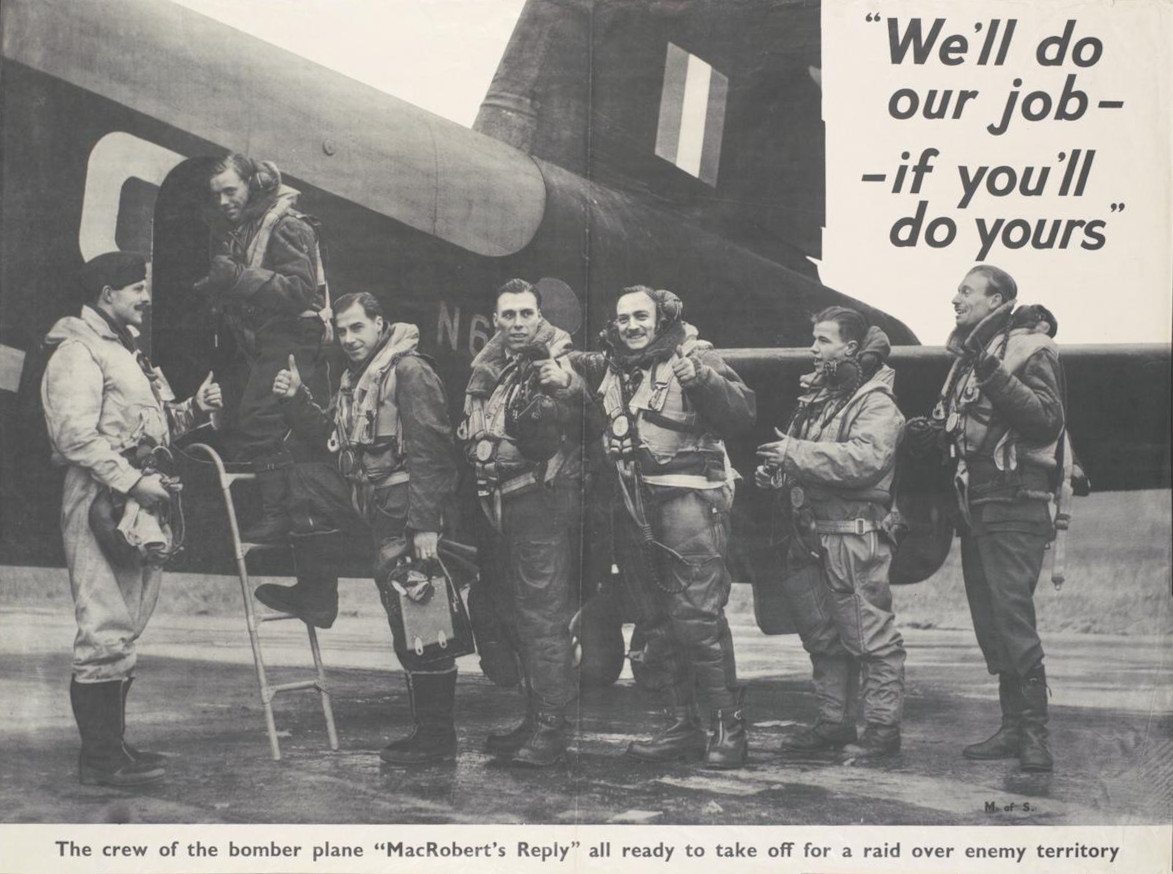
Cartel de propaganda que muestra a la tripulación embarcando en un bombardero Short Stirling. "MacRobert Reply": un avión patrocinado por Lady MacRobert en memoria de sus tres hijos muertos en servicio en la RAF.

Los tres hijos de Lady MacRobert fallecieron antes que ella: el mayor en un accidente aéreo en 1938, y los otros dos murieron en acción durante la Segunda Guerra Mundial en servicio activo con la Real Fuerza Aérea (RAF). En su memoria, financió un bombardero Short Stirling llamado MacRobert's Reply y cuatro cazas Hawker Hurricanes.
En 1943, creó el MacRobert Trust, organización benéfica que aún apoya a la RAF y a diversas instituciones. Entre sus iniciativas destaca la MacRobert Reply Association, en apoyo a organizaciones juveniles escocesas, y varios programas de becas en formación militar, aviación civil y agricultura. También estableció el Premio MacRobert, considerado el principal reconocimiento en innovación en ingeniería en el Reino Unido. Es otorgado por la Real Academia de Ingeniería y se reconocen logros en innovación, éxito comercial y beneficio para la sociedad.